# Думешть (комуна, Ясси)
Думешть, Думешті (рум. Dumești) — комуна у повіті Ясси в Румунії. До складу комуни входять такі села (дані про населення за 2002 рік):
- Бану (356 осіб)
- Думешть (1536 осіб)
- Кілішоая (186 осіб)
- Пеушешть (1752 особи)
- Хойсешть (858 осіб)

Комуна розташована на відстані 319 км на північ від Бухареста, 18 км на захід від Ясс.

## Населення
За даними перепису населення 2002 року у комуні проживали 4688 осіб.
Національний склад населення комуни:
| Національність | Кількість осіб | Відсоток |
| -------------- | -------------- | -------- |
| румуни         | 4685           | 99,9%    |
| цигани         | 2              | < 0,1%   |
| угорці         | 1              | < 0,1%   |

Рідною мовою назвали:
| Мова      | Кількість осіб | Відсоток |
| --------- | -------------- | -------- |
| румунська | 4687           | > 99,9%  |
| угорська  | 1              | < 0,1%   |

Склад населення комуни за віросповіданням:
| Релігія       | Кількість осіб | Відсоток |
| ------------- | -------------- | -------- |
| православні   | 4681           | 99,9%    |
| римо-католики | 1              | < 0,1%   |

## Зовнішні посилання
- Дані про комуну Думешть на сайті Ghidul Primăriilor